# Chrostosoma rica
Chrostosoma rica là một loài bướm đêm thuộc phân họ Arctiinae, họ Erebidae.